# كلاوديو بيريز
كلاوديو بيريز (بالإسبانية: Claudio Daniel Pérez)‏ (و. 1985 – م) هو لاعب كرة قدم، من الأرجنتين، ولد في خوسيه سي. باز.

## روابط خارجية
- كلاوديو بيريز على موقع قاعدة بيانات كرة القدم.إي يو (الإنجليزية)
- كلاوديو بيريز على موقع Soccerway.com (الإنجليزية)
- كلاوديو بيريز على موقع عالم كرة القدم.نت (الإنجليزية)